# Borda de Joanico
La Borda de Joanico és una antiga borda del terme municipal de Sarroca de Bellera, del Pallars Jussà. Està situada a llevant de Sarroca de Bellera i al sud-oest de la Bastida de Bellera. És la borda més occidental del conjunt de bordes de les Bordes de la Bastida, tot i ser en una carena a l'oest de la carena principal d'aquest antic nucli de bordes.